# Понцано Монферато
Понцано Монферато (итал. Ponzano Monferrato) је насеље у Италији у округу Алесандрија, региону Пијемонт.
Према процени из 2011. у насељу је живело 165 становника. Насеље се налази на надморској висини од 355 м.

## Становништво
| 1931. | 1936. | 1951. | 1961. | 1971. | 1981. | 1991. | 2001. | 2011. |
| ----- | ----- | ----- | ----- | ----- | ----- | ----- | ----- | ----- |
| 1.148 | 1.093 | 933   | 763   | 528   | 408   | 437   | 404   | 380   |